# Erlinghagen (Marienheide)
Erlinghagen ist eine Ortschaft der Gemeinde Marienheide im Oberbergischen Kreis im Regierungsbezirk Köln in Nordrhein-Westfalen (Deutschland).

## Lage und Beschreibung
Der Ort liegt sieben Kilometer südwestlich vom Gemeindezentrum im Leppetal. Der Ort ist lang gestreckt und besteht aus zwei Teilen, „Unter-Erlinghagen“ und „Ober-Erlinghagen“. Die Erlinghagener Straße verbindet die beiden Ortsteile und führt von der Leppestraße im Leppetal über den Berg, wo der Hauptort liegt, nach Gimborn.

### Untererlinghagen
Der untere Teil des Ortes liegt auf rund 250–280 m über NN am Hang nahe der Leppestraße an der Erlinghagener Straße.
In Untererlinghagen gibt es einen Hobbyziegenzüchter und eine Fischzuchtanlage.
Zwischen den beiden Ortsteilen befindet sich ein von der Dorfgemeinschaft angelegter Wanderparkplatz (rd. 295 m über NN).

### Obererlinghagen
Der weiter oben gelegene Hauptort liegt auf rund 280–340 m.
Der historische Hohlweg, durch den man zum „Höchsten“ (der Name des Bergs, 349 m über NN) gelangt, sollte im Rahmen der Flurbereinigung Berghausen III eingezogen werden. Der Dorfgemeinschaft ist es zu verdanken, dass er noch existiert. Im oberen Teil des Weges wurden zwischenzeitlich einheimische Bäume und Sträucher gepflanzt, um den Charakter des Hohlweges weiter zu verstärken.
Auf dem Höchsten, wo man einen hervorragenden Aussicht genießt, hat die Dorfgemeinschaft in den letzten Jahren eine alte, verwitterte Schutzhütte durch eine neue ersetzt. Unmittelbar daneben nutzt die Dorfjugend einen Holzlagerplatz als Bolzplatz.
Auf der Anhöhe am Ortsausgang Richtung Gimborn steht ein Bildstock mit einem Kreuz. Der Bau dieses Kreuzes war Anlass, dass sich 1965 die Dorfbewohner erstmals offiziell zur „Dorfgemeinschaft Erlinghagen“ zusammenschlossen.
In einem Buchen- und Eichenhain in der Ortsmitte befinden sich ein Spielplatz sowie der sogenannte Dorfplatz. Dieser wird von der Dorfgemeinschaft für gemeinsame Aktivitäten, wie zum Beispiel das Dorffest, genutzt.
In Erlinghagen gibt es seit Jahren kein Lebensmittelgeschäft und keine Gaststätte mehr. Mehrere Händler bieten Lebensmittel wie Bäckereierzeugnisse und Eier in Verkaufswagen an.
Im Dorf selber gibt es auch keine landwirtschaftlichen Betriebe mehr. Der letzte Landwirt im Dorf hatte bereits Anfang der 80er seinen Betrieb verpachtet. Heute werden die landwirtschaftlichen Flächen rund um Erlinghagen von Landwirten aus Jedinghagen und Winkel bzw. durch Hobbypferdezüchter bewirtschaftet.
Im Ort gibt es zwei Imker mit insgesamt etwa 20 Bienenstöcken.

## Geschichte
Im Jahr 1468 wurde der Ort gleich zwei Mal urkundlich erwähnt. „Ailff Yrlinckhagen“ wird genannt in einem Schreiben des Kölner Schöffengerichts an die Schöffen von Neustadt. In den Rechnungsbelegen des Amtes Steinbach wird am Donnerstag, dem Fest Johannes des Täufers der Maurermeister Claes van Erlinckhain erwähnt, der zur Burg Neuenberg kam und dort 52 Tage blieb.
Das Dorf Erlinghagen gehörte bis 1806 zur Reichsherrschaft Gimborn-Neustadt. Nach seiner Zugehörigkeit zum Großherzogtum Berg (1806–1813) und einer provisorischen Übergangsverwaltung kam die Region aufgrund der auf dem Wiener Kongress getroffenen Vereinbarungen 1815 zum Königreich Preußen. Unter der preußischen Verwaltung gehörte der Ort zunächst zum Kreis Gimborn (1816–1825) und danach zum Kreis Gummersbach in der Rheinprovinz. Im Jahr 1843 hatte Erlinghagen 146 Einwohner (109 katholische und 37 evangelische), die in 30 Häusern wohnten.
Bis zur Kreisneugliederung 1975 gehörte Erlinghagen zur Gemeinde Gimborn mit dem damaligen Gemeindehauptort Hülsenbusch. Durch die Kreisneugliederung wurde diese aufgelöst und Erlinghagen der Gemeinde Marienheide zugeordnet.

## Freizeit

### Dorfgemeinschaft Erlinghagen
Entstanden ist die Dorfgemeinschaft Erlinghagen 1965. Anlass war der Bau des neuen Kreuzes auf der Anhöhe am Ortseingang von Gimborn kommend.
Die Dorfgemeinschaft hat das Ziel, die Gemeinschaft im Dorf zu stärken. Dies geschieht über die angebotenen Feste, aber auch über gemeinsame Arbeitseinsätze im Dorf.
Bestes Beispiel für die Gemeinschaft war eine Demonstration an der Leppestraße, um im Einmündungsbereich der Erlinghagener Straße in die Leppestraße eine Entschärfung der Verkehrssituation zu erreichen, da es hier immer wieder zu schweren Verkehrsunfällen kam. Diese Aktion wurde auch von der Presse und von Radio Berg aufgenommen. Es gab einen Teilerfolg: So wurde mit verhältnismäßig einfachen Mitteln der Einmündungsbereich entschärft, und mehrere Bushaltestellen wurden verlegt, so dass der Schulweg für die Kinder sicherer geworden ist. Was der Dorfgemeinschaft noch fehlt, ist eine Geschwindigkeitsbegrenzung auf der "Leppestraße", die zwar ursprünglich vom Landesbetrieb Straßenbau NRW angedacht war, deren Umsetzung jedoch noch in der Schwebe ist.
Weitere gemeinsame Aktivitäten und Feste innerhalb der Dorfgemeinschaft sind:
- Das Binden und Schmücken von Türkränzen zu Silber- und Goldhochzeiten. Als Dank wird von den entsprechenden Brautpaaren meist zu einer kleinen oder auch größeren Feier eingeladen.
- Die Wandergruppe: Dienstag nachmittags treffen sich Pensionäre und Rentner, um rund um Erlinghagen einige Stunden zu wandern. Zu besonderen Anlässen wird auch schon mal eine Wanderroute an der Ahr oder am Rhein ausgewählt.
- Einige Frauen treffen sich regelmäßig morgens zum Nordic-Walking.
- Einmal im Monat (Freitags oder samstags) werden im Dorf gemeinsame Arbeiten durchgeführt, um das Erscheinungsbild des Dorfes zu pflegen.
- Seit der Fußball-WM 2006 in Deutschland werden Sportgroßveranstaltungen regelmäßig auf einer Leinwand auf dem Dorfplatz ausgestrahlt. Hierbei wird oftmals gemeinsam gegrillt und Getränke werden angeboten.
- Traditioneller Tanz in den Mai mit Maibaumsetzen und Maifeuer.
- Traditionelles Pfingsteiersingen: Ursprünglich ist dies ein Brauch der männlichen Jugend, doch seit einigen Jahren gehen Männer, Frauen und auch Kinder am Pfingstsonntag oder -montag von Haus zu Haus, um mit dem Lied „Feine-Rose-Blümelein“ nach Eiern zu singen, die dann am Abend gemeinsam verspeist werden.
- Dorffest in zweijährigem Rhythmus
- Umzug der Kinder zum St. Martin (Martinssingen): An einem Abend in der Woche des Martinstages gehen die Kinder mit Laternen und Fackeln von Haus zu Haus, um mit Martinsliedern Süßigkeiten zu "ersingen", die im Anschluss aufgeteilt werden.
- „Anknippsfest“ zum 1. Advent: Die Tanne im Dorfzentrum wird mit Lichtern adventlich geschmückt und dann im Rahmen dieses eher kleinen Fests feierlich „angeknipst“. Dieses Fest hat sich erst in den letzten Jahren entwickelt, auch wenn die Tanne schon wesentlich länger jährlich geschmückt wurde.

### Wander- und Radwege
Durch Erlinghagen führt der Rundwanderweg A4 (Gimborn – Grunewald – südlich Siemerkusen – Winkel – Hütte – Dürhölzen – Jedinghagen – nördlich Erlinghagen – Gimborn) mit 9,5 Kilometern Länge.

## Bus und Bahnverbindungen

### Linienbus
Haltestellen: Erlinghagen (in Obererlinghagen) und Erlinghagen Abzw. (in Untererlinghagen)
- 308 Richtung Engelskirchen – Frielingsdorf – Gimborn – Marienheide